# Nona Inés Vilariño
Nona Inés Vilariño Salgado (Ferrol, 19 de abril de 1944) es una profesora y política española.

## Trayectoria
Licenciada en Filosofía y Letras, es profesora de Historia. Miembro del Partido Gallego Independiente del que fue secretaria general durante los inicios de la Transición, se incorporó después a la Unión de Centro Democrático (UCD), formación con la que fue elegida diputada al Congreso por la circunscripción electoral de La Coruña en la legislatura constituyente (1977-1979) y en la I legislatura (1979-1982). En su paso por el Congreso fue, entre otras cosas, miembro de la Diputación Permanente y vicepresidenta segunda de la Comisión de Educación.